# 埼玉西武ライオンズの応援団
埼玉西武ライオンズの応援団（さいたませいぶライオンズのおうえんだん）とはプロ野球・パーソル パシフィック・リーグ所属の球団埼玉西武ライオンズを応援する私設応援団。

## 全国西武ライオンズ応援団
2005年の応援歌統一騒動により設立。当時の関東応連の長がトップとなり全国の応援団を支配下に置いた。しかし、後述の関東応連の解体によりこの組織も自動解体。10年を持たずして体制が崩壊した。

## 関東応連
関東応連(かんとうおうれん)とは埼玉西武ライオンズの東日本地域の私設応援団連合である。関東応援団連合の略。

### 概要
1997年（平成8年）当時内野席で応援活動をしていた東京応援団と、外野席の西東京若獅子会が中心となって結成された。
2012年 - 2013年頃、東京応援団の消滅と同時期に連合が崩壊。当連合の名前が使用できなくなったため、二団体は法被の変更および道具の一新を行った。
現在は所沢同獅会および若獅子会がそれぞれ独立した形式で応援活動を継続している。

### 元所属団体

#### 所沢同獅会
現存応援団。
- 「獅子の誇りを胸に闘え　獅子奮迅 所沢同獅会」
- 使用個人旗：源田壮亮、外崎修汰、隅田知一郎、水上由伸、武内夏暉、甲斐野央
  - 過去所属選手：金子侑司、若林楽人、山田遥楓

#### 若獅子会
現存応援団。旧称・西東京若獅子会。
- 「共に戦おう 常勝復活 辻発彦　埼玉西武ライオンズ応援団 若獅子会」
- 使用個人旗：栗山巧、中村剛也、水上由伸、蛭間拓哉、西川愛也、滝澤夏央
  - 過去所属選手：山川穂高、森友哉、愛斗、増田達至、高木渉、佐藤龍世

#### 他団体
- 東京応援団
- 関東勢武会
- 東京勇獅会[3]
- 東京豪声会
- 清瀬レオの会[3]
- 所沢一休応援会

## 福応連
福応連(ふくおうれん)とは埼玉西武ライオンズの西日本地域の私設応援団連合である。福岡私設応援団連合の略。

### 概要
平和台球場で開催される西武戦において、内野自由席で活動していた玄海若獅子会をはじめとする複数の私設応援団の連合体として発足。
当時の正式名称は「西武ライオンズ福岡私設応援団連合」であった。その体制と内野席での応援スタイルは1993年に福岡ドームへ移行してからもしばらくは同様であったが、のちに外野席の私設応援団の連合体である九応連（九州私設応援団連合）と合併。以降、福岡地区の西武応援団はすべて福応連所属となり応援場所も外野席に一本化された。
かつては、通常は試合前応援でスタメンの1-9を演奏するが、福応連は1-9を演奏せずにその試合に参加している西武応援団を紹介するというスタイルで行っていた（応援団紹介）。なお、現在は行われていない。
2012年シーズンから福応連が関西地区も管轄とするようになり、西日本地区全域で応援活動を行っている。
なお1988年にホークスが福岡に移転してきたことにより西武ライオンズ九州私設応援団連合会は総会を開き、加盟9団体の内7団体が従来どおりライオンズの応援を、2団体がホークスの応援をすることとなった。

### 所属団体

#### 博多激獅会
1986年（昭和61年）10月に博多獅子の会として結成。平和台球場の外野席で応援活動を開始する。
1990年シーズンより博多獅子の会と「博多激獅会」のふたつに分裂するが、並存したのはこの年のみ。シーズン終了後両者は再び合流し、博多激獅会に統一して現在に至る。
同年9月に関東爆獅会と提携を開始。
翌1991年シーズンより、関東爆獅会のものと同一デザインの「狙いは一つ日本一」と背中に書かれた法被の着用を始める。この法被は1992年シーズンまで使用された。
2012年シーズンから空白地帯と化していた関西エリアが福応連管轄となり、関西在住のメンバーも増え現在は20名を越える中心組織となっている。また、シーズンオフにも様々な活動を行っている。
現在の法被は白地。襟字は「紫電一閃氷の刃　修羅場潜りの延髄切り」
旗
- 「紫電一閃  世界平和へスポーツ交流  闘魂 博多激獅会」
- 「世の中全て イベント対象  常在球場 博多激獅会」
- 「北の大地に獅子が立つ　好きですサッポロ　博多激獅会」(主に日本ハムとの北海道におけるビジター試合で使用される)

横断幕
- 黒地に白の江戸文字で「博多激獅会」。発足時より。
- 「俺達は東尾修について行く　神出鬼没 博多激獅会」
- 「取り戻せ獅子の矜持 辻発彦　凡事徹底 博多激獅会」
- 「一陽来復 平成最後の頂へ  狙いは一つ日本一 博多激獅会」
- 「獅子一筋で築いた金字塔　善敗己由　1　栗山巧　把手共行　52　博多激獅会」

#### 博多のぼせもん
福応連合併後出来た新興団体。会長は柄沢大輔で特徴的な発声で有名。西日本の試合では多くのイニングのリードを担当しファンからも信頼を得ている。また過去に福応連の解散した他団体から団員を受け入れた事がある。

#### 玄海若獅子会
福応連所属団体内では最古の歴史を持つ。正装は袴に高下駄。現在活動しているのはごくわずかの人数であり、ライオンズ応援団内では活動度が最も低い団体となっている。

#### 元所属団体
- 九州応援団
- 中島裕之後援会
- 福岡ライオンズ
- 藤木ライオンズ会
- 九州LION-HEARTS
- 肥後火の国隊
- 柳川白秋会
- 大和西友会
- 九州ライナ隊

## 関西応援団
西武ライオンズ関西応援団（せいぶライオンズかんさいおうえんだん）は関西地域の応援団である。
- 2004年シーズンまではライオンズの地元関東地方の応援団とは違う方法（選手の応援歌の多くが違っていた）をとっていたが、2005年シーズン以降は原則として応援統一された。
- 他球団の応援団とはあまり接点がなかった。
- 2008年シーズンは、一部の試合で応援をボイコットしていた（球場へ来なかった）。
- ただし、西武ドームで優勝がかかった試合や土日開催のクライマックスシリーズには関西から駆けつけた。しかし、日本シリーズの応援には参加しなかった。
- 2009年からは応援活動を行っていない。
- 関西地区の西武戦は有志によるアカペラ応援が続き、阪神甲子園球場で行われている阪神対西武戦は関東から応援団が駆けつけていて応援活動を行うという状況になっていた。
- 2012年シーズンから福応連が関西地区も管轄とするようになり、有志によるアカペラ応援という事態は解消された。
- 球団旗に関西応援団と下段に大きく書かれた旗を使用していた。